# حصان كامارغ
حصان كامارغ هو حصان موطنه منطقة كاماراغ جنوب فرنسا ويتقد بأنه واحد من أقدم سلالات الخيول في العالم.